# Бит-поколение
Бит-поколе́ние (англ. The Beat Generation, иногда переводится как «Разби́тое поколе́ние») — название группы американских авторов, работавших над прозой и поэзией. Бит-поколение оказывало влияние на культурное сознание своих современников с середины 1940-х годов и завоевало признание в конце 1950-х годов. Современные литературные критики рассматривают бит-поколение в различных ипостасях: в качестве писателей-экзистенциалистов, безнравственных личностей, романтиков, аполитичных людей и представителей богемы; наиболее точным, по мнению одного из исследователей, является рассмотрение бит-поколения в качестве девиза или символа революции американских нравов.
Термин «бит-поколение» появился в 1948 году и принадлежал Джеку Керуаку, таким образом охарактеризовавшему нонконформистское молодёжное движение и андерграунд в Нью-Йорке, выросшие из практически исчезнувшего на тот момент «потерянного поколения». Бит-поколение начало формироваться в начале 1940-х годов в студенческих кругах Колумбийского университета, где Люсьен Карр познакомил Керуака, Гинзберга и Берроуза, которые впоследствии стали главными представителями «разбитых».
Среди основных авторов течения — писатели Уильям Берроуз, Джек Керуак, поэты Аллен Гинзберг, Грегори Корсо, Лоуренс Ферлингетти, Гери Снайдер, Майкл Макклур, Диана ди Прима, Филипп Уэйлен, Филипп Ламантиа, Лерой Джонс, Боб Кауфман, Роберт Крили и Роберт Данкен. Самые известные образцы литературы бит-поколения — поэма «Вопль» Гинзберга (1956), романы «В дороге» Керуака (1957) и «Голый завтрак» Берроуза (1959). На закате «поколения разбитых» в конце 1960-х годов бо́льшая часть данной группы претерпела трансформацию в движение хиппи, хотя отдельные её члены присоединились к другим политическим течениям этого времени.

## Этимология термина
В одной из своих публицистических статей Керуак вспоминал, что «разбитое поколение» было впервые упомянуто им в 1948 году в беседе с Джоном Холмсом: так писатель охарактеризовал андеграундное , антиконформистское молодежное движение, возникшее после практически исчезнувшего к концу 1940-х «потерянного поколения». Хотя, глагол beat в разговорной речи употреблялся в значении «уставший» или «избитый», Керуак присвоил слово и изменил значение, включив в него коннотации «оптимистичный» (upbeat), «блаженный» (beatific), а также музыкальную ассоциацию «быть в ритме» (to be on the beat) и «бит, который нужно сохранить» (the Beat to keep) из стихотворения Beat Generation.  В печати данное словосочетание впервые появилось в романе «Марш!» (1952) Холмса. Менее распространённой точкой зрения является приписывание авторства термина «разбитое поколение» Бобу Кауфману.
У. Лавлор уточняет, что, в отличие от «поколения», термин «битник» появился только в 1958 году, когда журналист газеты San Francisco Chronicle Герб Каэн в выпуске от 2 апреля добавил к слову «beat», которое на сленге джазовых музыкантов 40-х означало нищету и отчаяние, русский суффикс «-ник» из названия советского «Спутника-1», запущенного за полгода до этого; М. Левинсон связывает факт публикации статьи уже после запуска летательного аппарата на орбиту с тем, что в отношении «битников» она выражала аналогичное нахождение последних где-то за пределами этого мира. Писатель Пол Диксон цитирует журналиста:

«Новое слово битник было придумано мною попросту из-за того, что в то время сверху летал русский Спутник, вот оно и появилось».
Оригинальный текст (англ.)I coined the word "beatnik" simply because Russia's Sputnik was aloft at the time and the word popped out.

## История

### Колумбийский университет и 1940-е годы
В начале 1940-х годов Керуак был студентом Колумбийского университета, однако, поссорившись с тренером, бросил учёбу. Два года спустя, в 1944-м, он вернулся в надежде восстановиться и осуществить давнюю мечту — заняться литературой и стать писателем. Вскоре после своего двадцать второго дня рождения Керуак познакомился с начинающим поэтом по имени Люсьен Карр. Керуаку понравились непрекращающиеся пирушки нового друга, и вдвоём они частенько пьянствовали и употребляли бензедрин. В это же время вращавшийся в артистических кругах Карр решил ввести своего знакомца в богемный круг, который начал формироваться при университете. В феврале 1944 года на одну из вечеринок Карр пригласил Берроуза, чтобы познакомить его с Керуаком, — в тот же день произошло и знакомство последнего с Гинзбергом, студентом, мечтавшим стать адвокатом и защищать права рабочего класса. Впоследствии именно через этих троих Берроуз встретил свою будущую жену, Джоан Воллмер.
Д. Воллмер была одной из важнейших фигур зарождающегося литературного движения, в наибольшей мере поспособствовавшая объединению молодых людей в сплочённую по интересам группу; именно квартира Д. Воллмер в Манхэттене, где она проживала вместе со своей подругой Эди Паркер, впоследствии первой женой Керуака, занимает особое место в истории бит-поколения — по сути, наиболее тесные дружеские связи «внутреннего круга» битников зародились именно там. Б. Найт, специализирующаяся на теме женщин в истории бит-поколения, отводит Воллмер роль покровительницы и музы «разбитых», отмечая высокую образованность в философии и литературе, напористый нрав и самостоятельность Джоан, сослужившие хорошую службу зарождающемуся движению; похожего мнения придерживается и Д. Уиллс, отводя Джоан важнейшую роль в истории движения.
В конце лета 1944-го произошла трагедия. 14 августа Карр и его любовник Дэвид Каммерер остались наедине в одном из городских парков; сильно пьяные, молодые люди затеяли драку, в ходе которой Каммерер получил несколько ударов ножом в грудь. Карр решил, что его друг мёртв, и бросил его тело в Гудзон; через сутки он сдался властям. Новость об убийстве сильно потрясла всю компанию — Гинзберга, который учился с Карром в одной группе, Керуака, Берроуза, ходившего в одну школу с Каммерером. Карра обвинили в убийстве второй степени тяжести и приговорили к заключению с предельным сроком в десять лет. Данные события Керуак и Берроуз спустя небольшое время описали в романе «И бегемоты сварились в своих бассейнах», который, однако, судебным постановлением был запрещён к публикации до момента смерти Карра. В этом же году вся компания окончательно перешла с алкоголя на наркотики — Керуак остался верен бензедрину, Берроуз начал колоться морфином, Гинзберг предпочитал пейотль.
Испытывающий множество трудностей из-за приёма наркотиков, в основном галлюциногенов, Берроуз был вынужден пройти курс психоанализа, однако на фоне этого отношения с Джоан улучшились, и связь между двумя любовниками только укрепилась. В марте 1945 года Гинзберга исключили из университета — он писал и рисовал различные непристойности на грязном окне в своей комнате. Будущий поэт был возмущён несколькими административными предупреждениями, которые получил от руководства университета, обеспокоенного его гомосексуальными контактами с Керуаком, который частенько ночевал в комнате Аллена. Гинзберг также предполагал, что одна из уборщиц учебного заведения была антисемиткой, потому что никогда не мыла его окно, — и выразил свои эмоции по обоим поводам надписями «У Батлера нет яиц» (англ. Butler has no balls) и нецензурными высказываниями в отношении евреев, а также рисунками члена и черепа с перекрещенными костями. В этом же году секретарь британского поэта Уистена Одена, Алан Ансен, познакомился и стал близким другом Берроузу, Корсо, Керуаку и Гинзбергу, позднее влившись в ряды битников.
В 1946 году произошла знаменательная встреча — в Нью-Йорке Гинзберг с Керуаком встретились и подружились с Нилом Кэссиди. Последние двое сошлись особо близко — Нил хотел, чтобы Джек научил его писа́ть, а Джек хотел научиться жить — двое стали закадычными приятелями. Керуак с Кэссиди множество раз путешествовали из одного конца континента в другой, употребляя наркотики, пьянствуя и наслаждаясь джаз-музыкой из радиоприёмника. На протяжении перемещений между штатами Керуак не переставал вести дорожные записи их приключений. Множество дневниковых записей, впоследствии изданных отдельными книгами, слово в слово будут позже перенесены на страницы романа «В дороге». В этом же году поэт и прозаик Герберт Ханке впервые познакомил Берроуза с героином, к которому последний на длительное время пристрастился; год спустя, в 1947-м, за решётку по обвинению в ограблении попал поэт Грегори Корсо. В 1948-м в зарождающееся поколение влился начинающий поэт Филипп Ламантиа; бросив учёбу, он присоединился к французским сюрреалистам в Нью-Йорке, через которых вскоре и познакомился с Керуаком и Гинзбергом.
Жизнь Берроуза же тем временем всё больше осложнялась проблемами с законом; с Джоан они часто меняли место жительства — они жили в Техасе, Луизиане и Мехико, скрываясь от преследования властей. 16 апреля 1949 года Берроуз писал Гинзбергу, что ему предъявлено обвинение в хранении наркотиков и грозит тюремное заключение; 27 мая он первый раз упомянул, что собирается с семьёй перебраться на юг. 13 октября писатель уже отсылал письма из нового дома в Мексике. На новом месте Берроуз-старший пытался стать фермером; на обширных полях, прилегающих к дому, он выращивал хлопок и коноплю. Спокойная жизнь на ферме, однако, продолжалась недолго. В разгар вечеринки 6 сентября 1951 года Берроуз сказал гостям, что будет стрелять из пистолета «в стиле Вильгельма Телля», — его жена поместила стакан на голову, и писатель, будучи в состоянии сильного алкогольного опьянения, убил её выстрелом, не попав в «мишень». Данное событие стало центральным, как скажет сам Берроуз несколько десятилетий спустя, для всей его жизни и послужило главным «толчком» для его литературной карьеры. В ходе разбирательства по делу об убийстве жены Уильям был признан виновным — ему грозило тюремное заключение сроком от восьми до двадцати лет, однако в ходе нового слушания после поданной апелляции он был отпущен на свободу. История с повторной баллистической экспертизой (в противовес той, которая служила основным доказательством вины Берроуза) на сегодняшний день остается полной белых пятен — оригиналов официальных документов, которые могли бы объяснить, как Берроузу удалось выйти из тюрьмы всего после двух недель пребывания в заключении, попросту не сохранилось.
Не избежал проблем с законом и Гинзберг. В 1949 году его арестовали за кражу автомобиля, но в результате усилий сотрудников и юристов Колумбийского университета его, вместо тюремного заключения, направили в психиатрическую больницу для прохождения лечения. Именно там Гинзберг познакомился и вскоре стал близким другом Карла Соломона, которому впоследствии посвятил своё крупнейшее произведение «Вопль». После выхода из лечебницы Гинзберг познакомился с недавно освобождённым из тюрьмы Корсо. В этом же году Керуак, посещающий курсы литературного мастерства вместе со своим другом Джоном Холмсом, встретил студента Боба Кауфмана, также начинающего писателя. Последний, впоследствии утвердившись в качестве «поэта», станет видным представителем битничества. В это время сам Джек активно работал над несколькими произведениями — он писал «Доктора Сакса» и «Городок и город». Исключительно когда последний был принят к публикации в 1949 году, автор вернулся к ранее отложенному «В дороге». Вместе с тем Керуак продолжал трудиться на разных низкооплачиваемых работах для поддержания своей тяги к путешествиям («на протяжении следующих шести лет я бездельничал, был кондуктором, моряком, нищим, выдавал себя за индейца в Мексике, в общем, был и тем, и сем»).

### Чтения в Галерее Шесть и 1950-е годы
Первую версию «В дороге» Д. Керуак закончил в 1951 году после трёх недель непрерывной работы, напечатав на пишущей машинке за двадцать один день 125 тыс. слов. По рассказам самого Керуака, его выводила из себя необходимость постоянно вставлять в машинку чистые листы. Тогда он склеил множество листов японской бумаги и использовал получившийся 147-метровый рулон для непрерывной печати. Начались длительные переговоры с издателем.
В 1952 году Лоуренс Ферлингетти, демобилизованный из военного флота, успешно вошёл в литературные круги Сан-Франциско. Он непродолжительное время преподавал в Университете Сан-Франциско, написал несколько статей для «San Francisco Chronicle» о поэтических чтениях. На одном из них он познакомился с поэтом и эссеистом Кеннетом Рексротом и Робертом Данкеном, а также с Питером Мартином, издателем небольшого журнала «City Lights».
Ферлингетти, Рексрот и Мартин решили открыть одноимённое издательство и книжный магазин. В дальнейшем последний станет своеобразной Меккой для местных писателей и художников. Там же, некоторое время спустя, впервые встретились Гинзберг, Макклур и Снайдер. Ферлингетти стал не только совладельцем предприятия, но и занял пост главного редактора издательства. Очень скоро он стал важнейшей фигурой современной поэзии США, а впоследствии «превратился в заботливого папашу для нонконформистов от литературы, одну из ключевых фигур бит-движения». В этом же году вышел роман «Марш!» Джона Холмса, считающийся первым произведением бит-поколения. В 1954-м оформился один из важнейших союзов бит-поколения — Гинзберг встретился с Питером Орловски, с которым они впоследствии будут любовниками практически до смерти первого.
Примерно в это же время Берроуз завершил своё длительное путешествие по Эквадору и Перу (отчёты о пребывании там писателя впоследствии составили книгу «Письма Яхе») и переехал в Марокко, в Международную зону Танжер, которую мечтал посетить после прочтения нескольких книг Пола Боулза. Здесь же он начал работать над текстами, которые впоследствии вошли в «Голый завтрак» и «Интерзону».
Впервые внимание будущее бит-поколение привлекло в ходе чтений в Галерее Шесть в районе Сан-Франциско под названием Норт-Бич 7 октября 1955 года. Чтения проходили в бывшем авторемонтном магазине. Мероприятие было организовано Кеннетом Рексротом для рекламы молодых авторов — Гинзберга, Макклура, Ламантиа, Снайдера, Уэйлена и Керуака. Не все из выступавших были до этого знакомы, что делает чтения в «Галерее Шесть» также особо важным для формирования бит-поколения событием. Помимо этого, здесь же в историю движения впервые вплёлся политический мотив — чтения были призваны показать позицию города против действий Комиссии по расследованию антиамериканской деятельности и поддержать нарастающее берклийское движение за свободу слова. Современные историки отмечают, что чтения в Галерее Шесть были живым доказательством того, что маккартизму не удалось забить последний гвоздь в крышку гроба первой поправки к конституции.
Мероприятие собрало около ста пятидесяти человек, однако точно восстановить события произошедшего представляется затруднительным; версия Макклура представлена в книге «Scratching The Beat Surface», Керуака — в «Бродягах Дхармы». Первым слово взял Рексрот, поимённо представив участников действа гостям; далее микрофон был передан Ламантиа, он был единственным, кто ранее уже выступал на публике, который представил материал за авторством своего друга Джона Хоффмана, недавно погибшего от передозировки пейота. Следующим читал Макклур, самый молодой из представленных поэтов. Большую часть материала он взял из книг «Point Lobos: Animism» и «For the Death of 100 Whales», однако выступление начал со стихов Данкена, творчеством которого искренне восхищался. Следующим выступал Уэйлен, прочитавший свои работы из сборника «Plus Ca Change».
Предпоследним выступал двадцатидевятилетний Гинзберг, на тот момент не публиковавшийся и никогда ранее не принимавший участие в поэтических чтениях. «Вопль» был написан им всего несколько недель назад, потому никто ещё не слышал текста произведения и не читал его. Выступая, Гинзберг читал строки поэмы как еврейский кантор, мельком подглядывая в текст и произнося каждую новую строчку на едином дыхании. Присутствовавшие в галерее гости остолбенели, а Керуак в ритм выступающему поэту начал кричать: «Давай! Давай!» (англ. GO! GO!). По окончании чтения первой части поэмы, поскольку остальное ещё не было написано, Рексрот был в слезах, а Гинзберг сделал удачный старт своей будущей поэтической карьеры. Поэт уходил со сцены под громкие аплодисменты.
Закрывавший выступление Снайдер ограничился прочтением выдержек из одной своей поэмы. Керуак, к тому моменту уже изрядно пьяный, не выступал. Данные чтения также утвердили формат, который в будущем будет присущ всем публичным чтениям бит-поэзии, — выступления в стиле бибоп-представлений, зачастую на одной сцене с джазовыми музыкантами.
Вскоре после чтений Снайдер уехал из США путешествовать и познавать буддизм в Японию. В середине 1950-х также наблюдалось важное движение в сторону объединения зарождающегося поколения битников и существовавшей тогда авангардной постмодернистской группы поэтов, объединённых вокруг колледжа Black Mountain College, — в частности, в «лагерь» разбитых перешли такие поэты, как Роберт Крили, Чарльз Олсен и Роберт Данкен.
Ферлингетти, присутствовавший в числе гостей на чтениях, сразу заинтересовался «Воплем», а год спустя выступил его первым издателем. После публикации партия книг была изъята сотрудниками полиции, поэма объявлена «непристойной», а Л. Ферлингетти арестован. Девять свидетелей из сан-францисского литературного общества высказались в пользу поэмы, обозначив её социальную значимость. В ходе процесса 3 октября 1957 года судья Клейтон Р. Хорн заявил, что поэма вполне пристойна, — «Вопль» постановлением суда было разрешено печатать, а с издателя были сняты все обвинения. Данный судебный процесс стал не только важным событием в борьбе за свободу слова, но и привлёк дополнительное общественное внимание к разбитому поколению.

«Долгие судебные разбирательства с участием Американского союза защиты гражданских свобод и видных деятелей культуры возымели широкий резонанс. Лучшего пиара для малоизвестных авторов нельзя было придумать. Вся страна узнала о новых поэтах и писателях, бескомпромиссно выступающих за полную свободу творческого самовыражения.»— В. Павловец, «В ожидании бомбы»
Вскоре произошло ещё одно знаковое для бит-поколения событие. После множества отказов со стороны издателей «В дороге» Керуака наконец-то приняло в печать Viking Press. В момент, когда роман был опубликован, многие критики рассматривали битничество как феномен преходящий, и работу Керуака отказывались воспринимать всерьёз. Один из немногих положительных обзоров книги был представлен изданием The New York Times, в то время как подавляющее большинство остальных были негативные. Журналист из The New York Times писал: «Эта книга — наиболее искусное, незамутнённое и значительное высказывание того поколения, которое сам Керуак назвал разбитым и первейшим воплощением которого выступает». Именно рецензия в этом издании стала первым шагом Керуака к известности. Несмотря на разношёрстные отзывы о книге, последняя быстро стала бестселлером, а сам Керуак — знаменитостью; роман стал «библией» бит-поколения. Новообретённый статус Керуак воспринимал с дискомфортом.
В октябре этого же, 1957 года Гинзберг с Орловски переехали в Париж, в Beat Hotel. Год спустя к ним присоединился Берроуз, переживавший последствия лечения апоморфином от наркозависимости под присмотром Гайсина. Здесь же завязалось важное знакомство — Гайсин представил Берроузу режиссёра Энтони Белча; втроём они начали совместную работу над рядом кинопроектов по мотивам творчества Берроуза. Последствием их сотрудничества стали впоследствии не только ряд короткометражных фильмов Белча, но и знаменитый цикл из трёх экспериментальных романов «Трилогия Нова» Берроуза.
Тогда же к компании присоединились Керуак и Алан Ансен, совместно с Гинзбергом помогавшие перерабатывать и оформлять разрозненный материал Берроуза — к 1958 году вместе они закончили черновой вариант «Голого завтрака». Для публикации рукопись в этом же году была предложена Морису Жиродиа, главе издательства «Olympia Press», которое специализировалось на выпуске книг, написанных в грубой манере с использованием обсценной лексики и зачастую граничащих с порнографией. М. Жиродиа ответил отказом. Писатель был вынужден обратиться в Сан-Франциско к Лоуренсу Ферлингетти и его «City Lights»; Оливер Харрис, соавтор книги «Письма Уильяма Берроуза», отмечает, что, хоть писатель и пошёл на уступки, согласившись вычеркнуть из текста «грязные» моменты, Ферлингетти всё равно отклонил предложение выступить издателем «Голого завтрака». Только некоторое время спустя, когда значительный отрывок книги был опубликован Chicago Review, интересом к рукописи проникся ранее отказавшийся от неё Жиродиа.
В 1958 году, благодаря знакомству с Лероем Джонсом, владельцем небольшого издательства, начинающая американская поэтесса итальянского происхождения Диана Ди Прима опубликовала свою первую книгу. В описываемое время Ди Прима бросила обучение в колледже и переехала в Гринвич-Виллидж, где и произошло её первое знакомство с представителями близких к бит-поколению кругов. Её книга привлекла внимание Гинзберга с Керуаком, и вскоре Ди Прима, равно как и Лерой, влились в ряды «разбитых». Впоследствии Джонс будет неоднократно выступать издателем для бит-авторов — Керуака, Олсена, Фрэнка О’Хары.
На фоне увеличивающейся популярности поэзии битников, в 1959 году Гинзберг, Кауфман, Вайнанс, Уильям Марголис (англ. William Margolis) и Джон Келли (англ. John Kelly) начали выпускать журнал «Beatitude», созданный как «некий „центральный орган“ битнического движения». Издание просуществовало двадцать лет — с 1959 по 1987 (с восьмилетним перерывом с 1961 по 1969). В этом же году во Франции «Olympia» опубликовала «Голый завтрак», который моментально попал в список книг, запрещённых к изданию на территории США, по причине широкого использования нецензурной лексики, наличия сцен с педофилией и убийствами детей. Примечательно, что и во Франции не обошлось без скандала, — дело дошло до того, что видным литераторам (не французским, как писал Берроуз) пришлось даже написать открытое письмо к правительству страны, оправдывая действия Жиродиа по выпуску романа в печать.

### Закат поколения и 1960-е годы
1960-е годы в истории бит-поколения можно охарактеризовать как «спокойные» годы — важных для «разбитых» событий практически не происходило, десятилетие характерно выходом большого количества произведений уже получивших признание авторов. В начале десятилетия были опубликованы «The Happy Birthday of Death» Корсо, Керуак выпустил новеллу «Тристесса» и «Lonesome Traveler», выходит «Wobbly Rock» Уэлча. В 1961-м издаётся «Мягкая машина» Берроуза, «Dinners and Nightmares» Ди Примы, выходят «Kaddish and Other Poems» Гинзберга, выходит «Предисловие к двадцатитомной записке самоубийц» Джонса, «Dark Brown» Макклура; вплоть до середины десятилетия появились такие важные книги, как «Билет, который лопнул» (1962) и «Письма Яхе» (1963) Берроуза, «Биг Сур» (1962) и «Видения Жерара» (1963) Керуака.
В это же время начался процесс преобразования самого поколения. Так, ортодоксальные ряды «разбитых» покинул Нил Кэссиди, присоединившись к молодому писателю Кену Кизи и его неформальной коммуне «Весёлые проказники». В кругах молодёжи Соединённых Штатов (не без помощи Кизи и его «Кислотных тестов») начала зарождаться «психоделическая революция». В середине десятилетия произошёл последний громкий судебный процесс в истории бит-поколения — слушание дела по роману Берроуза «Голый завтрак», начатое 12 января 1965 года. Дело рассматривал судья Юджин Хадсон (англ. Eugene Hudson). Основной стратегией защиты была идея, что произведение имеет неоспоримую социальную значимость. В числе приглашённых экспертов для оценки книги были представлены Гинзберг, Мейлер и Чиарди. Сам автор на слушании не присутствовал; отвечая на закономерный вопрос журналиста об этом, Берроуз отвечал:

«Вызывали, но я отказался ехать. А общее впечатление — сплошной фарс. Защита доказывала, будто „Голый завтрак“ имеет огромное общественное значение, однако, по-моему, это к делу не относится и не затрагивает основного вопроса о праве цензуры в целом, о праве государства осуществлять какую бы то ни было цензуру. Уверен, будь я там, пользы бы не принёс»
В суде Гинзберг говорил больше часа, обсуждая структуру романа, его темы и литературные достоинства. Каждый отдельный элемент книги он отделял от другого и демонстрировал, как он предстаёт в виде социального критицизма и, одновременно, является важным представителем творчества. Мейлер, в свою очередь, сравнивал произведение Берроуза с «В поисках утраченного времени» и «Улиссом», делая упор на то, что «Голый завтрак» по праву стоит с ними в одном ряду. 7 июля 1966 года Верховный суд Массачусетса постановил, что текст романа «Голый завтрак» не является непристойным. С издателя были сняты все обвинения, и произведение могло свободно продаваться на территории США.
Параллельно с событиями, разворачивающимися в суде, в печать вышли «Нова Экспресс» (1964) Берроуза, «Dutchman» (1964) Джонса, «Ghost Tantras» (1964) Макклура, «Solitude Crowded with Loliness» (1965) Кауфмана, «Ангелы опустошения» (1965) Керуака. 6 октября 1966 года, в день официального запрета ЛСД, политически активная молодёжь с Хейт-Ашбери устроила «Фестиваль любви», который стал «разогревом» для последующего эпохального события в жизни Сан-Франциско. В дополнение к нему прошло крупное мероприятие «Human Be-In» в парке «Золотые ворота», и наконец, летом 1967 года более ста тысяч хиппи собрались на «Лето любви», что окончательно завершило трансформацию бит-поколения в новую социальную группу — хиппи.

### Дальнейшая судьба бит-поколения
Взгляды новой группы разделял Аллен Гинзберг, принимавший участие во всех основных, массовых событиях хиппи. Его поэзия повлияла на многих авторов новой формации, в дополнение к этому Гинзберг прикладывал много усилий для объединения новой молодёжи с битниками. Судьба же Керуака сложилась трагично — начав злоупотреблять наркотиками и алкоголем, после заката бит-поколения он впал в затяжную депрессию, практически перестал писать. Уильям Берроуз же продолжил заниматься творчеством, однако, отмечает Джеймс Грауэрхольц, его редактор и литературный душеприказчик, после 60-х романы писателя приобрели политическую окраску.
Лоуренс Ферлингетти продолжил заниматься издательским делом и сконцентрировался в основном на остро-политических авторах и произведениях; Гери Снайдер стал заметной фигурой в движении энвайронменталистов. Макклур продолжил активно заниматься поэзией, в дополнение к этому включив в сферу интересов театр; он написал несколько пьес и пропагандировал объединение поэзии и других форм искусства в единое целое. Уэйлен переключился на романистику и до 1970-х годов издал три романа, а также сконцентрировался на научных работах, в частности, исследуя взаимоотношения писателя и общества. Диана Ди Прима примкнула к движению феминисток, которое активизировалось в 1960-х, и впоследствии стала одним из его видных членов. Лерой Джонс аналогично начал принимать участие в политической жизни страны, с 1960-х влившись в ряды защитников прав афроамериканцев.
В творчестве Филиппа Ламантиа образца 1960-х явно стал проявляться афроцентризм, он также принял участие в политическом движении «Чёрная Сила». Роберт Крили, в отличие от остальных, остался далёк от политики и продолжил заниматься поэзией, к середине десятилетия снискав большое признание и славу. Аналогично ему поэзии остались верны Грегори Корсо и Роберт Данкен. Боб Кауфман в это время перебрался в Нью-Йорк с семьёй, где много пил и употреблял наркотики, что в конечном итоге привело его к аресту и принудительному лечению в одной из городских клиник.

## Творчество

### Литературные предшественники
На поэзию Грегори Корсо существенное влияние оказало творчество английского поэта XIX века Перси Биши Шелли, его же упоминает и Гинзберг в начале своей поэмы «Каддиш». Влияние Шелли также отмечал Макклур. Немалую роль сыграл и современник битников, Уильям Карлос Уильямс, в числе прочего отдававший дань уважения молодым поэтам и написавший предисловие для «Вопля» Гинзберга. На Гинзберга в значительной мере оказали воздействие работы Уильяма Блейка и Уолта Уитмена. На всё бит-поколение повлияли труды таких классиков, как Эзра Паунд и Т. С. Элиот.
Для прозы и поэзии «разбитых» литературными предшественниками, в разной мере, являлись Генри Торо, Ральф Эмерсон, Герман Мелвилл, Эмили Дикинсон, Эдгар Аллан По, на Берроуза особое влияние оказал американский прозаик канадского происхождения Джек Блек. Значимую роль в обретении собственного голоса битниками сыграли сюрреалисты Антонен Арто, Андре Бретон и Тристан Тцара. Последние двое также оказали огромное влияние на художника-авангардиста Брайона Гайсина, близкого друга и соратника Берроуза, с которым они вдвоём разработали «метод нарезок» — важнейшую часть творчества и «визитную карточку» Берроуза. На Лью Уэлча значительно повлияло творчество Гертруды Стайн, жизни которой он посвятил одну из своих книг; на Керуака сильное влияние оказало творчество Марселя Пруста, Эрнеста Хемингуэя, Томаса Вулфа и Джона Баньяна.

### Бит-поэзия — особенности и критика
Поэзия представителей бит-поколения характеризуется субъективизмом и анархическими настроениями. Наибольшее влияние на неё оказали дадаизм и сюрреализм, по типу стихосложения она относится к верлибру, реже — к хайку. Поэзия по своей структуре предполагает громкое, быстрое прочтение вслух — что и реализовывалось в рамках живых выступлений поэтов под аккомпанемент джазовых оркестров в различных клубах. Битнический верлибр ориентирован на голос, насыщен повторами и сильно воздействует именно при чтении вслух — как отмечают некоторые авторы, по большей части, бит-поэзия сформировалась на основе поэзии, читавшейся в андерграундных клубах.
В послевоенной Америке выделяют два глобальных направления в поэзии: «формалистское» (Карл Шапиро, Рэндалл Джарелл, Ричард Уилбер) и «антиформалистское» — к которому всецело принадлежат битники, своим творчеством выражавшие добровольную бедность, бродяжничество, эротическую свободу, анархический гедонизм и отрешённость от социальных проблем. По мнению Кеннета Рексрота, творчество битников есть «почти полное воплощение давней, уитменовской, популистской, социальной, революционной традиции в американской поэзии» — то есть битники говорили от имени простого человека, что, по его мнению, придало верлибру статус «демократичной формы, столь важной для американской ментальности». Битническую поэзию также называют «джазом печатной машинки» (англ. typewriter-jazz), определяя её стиль «отрывистым, неровным», в ритме выделяя опускание слогов в середине слова; битники в своих текстах холили и лелеяли свою позицию отчуждённости.
Отмечают, что битники, появившиеся не только как литературное течение, но и как идеологическая группа, сразу стали оппозиционерами существующим в американском обществе ценностям и образу жизни: «конформизму, „промывке мозгов“ масс-медиа, лицемерию и ханжеству американского „общественного мнения“ и „общественной морали“». Политические воззрения представителей бит-поколения выражались в острой критике «общества мейнстрима», общества с нехваткой спонтанности и умения радоваться, с его конформизмом и репрессивностью, с предчувствием обречённости и в особенности с его милитаризмом холодной войны.
За критические взгляды на современников и Америку бит-поэтов игнорировали литературные критики, они подвергались нападкам со стороны нью-йоркских интеллектуальных кругов, изображались в карикатурном виде и оскорблялись. Одним из самых ярых критиков битничества был Норман Подгорец, указывавший на наличествующую (по его мнению) связь между преступниками и битниками и упрекавший, в частности, Керуака в антиинтеллектуализме: «Сущая правда заключается в том, что примитивизм битников служит, в первую очередь, прикрытием их антиинтеллектуализма. <…> Керуаку и друзьям нравится думать о себе как об интеллектуалах. <…> Но назвать Керуака интеллектуалом, значит, прибегнуть к какому-то новоязу». Основным, что беспокоило критиков в творчестве битников, был их негативный настрой. Журнал The Nation охарактеризовал бит-поколение как «говорящее „нет“», Playboy назвал нигилистами.
Для русскоязычных читателей бит-поэзия долгое время была недоступна; в 1970-е, «политизированная и ориентированная на социальное», она не была востребована вследствие ограниченности возможности для какого-либо социального действия в условиях СССР. Оживление интереса наблюдается только во второй половине 1980-х годов, однако о публикациях «разбитых» поэтов в СССР до определённого времени не могло быть и речи. Однако поэзию битников издали в СССР в 1972 году. Издательство «Прогресс» (Москва) сборник «An antology of English and American verse», в который вошли стихи Джека Керуака и Аллена Гинзберга.

«Наибольшую известность получило письмо 35 литераторов против арестов диссидентов в СССР, опубликованное в The New York Times Book Review 14 марта 1968 года. После этого на публикации „подписантов“ — Аллена Гинзберга, Лоуренса Ферлингетти и других — в СССР на годы было наложено своеобразное вето.»— Антон Нестеров, «Одиссей и сирены: американская поэзия в России второй половины XX века»
Переводами отдельных поэтов в России занималось множество авторов: Алексей Караковский, Владимир Бойко, Андрей Грицман и некоторые другие, однако тексты произведений публиковались преимущественно в интернете — первый широкий охват бит-поэзии на русском языке осуществила в 2004 году «Ультра. Культура», выпустив многостраничную «Антологию поэзии битников». При этом, однако, ключевая проза «разбитого поколения» до России дошла сравнительно рано. С начала 2000-х годов активно переводятся многие книги Керуака (а его поэзия не переводится вовсе), немного ранее начинают издаваться на русском романы, эссеистика и рассказы Берроуза.

### Важнейшие образцы литературы бит-поколения

#### Голый завтрак
«Голый завтрак» (иногда переводится как «Обед нагишом», «Нагой обед», англ. Naked Lunch) — роман Уильяма Берроуза. Впервые опубликован на английском языке в 1959 году в парижском издательстве «Olympia Press». Книга включена в списки «100 величайших англоязычных романов, изданных в период с 1923 по 2005 год» по версии журнала «Тайм» и «100 лучших романов» по версии Новейшей библиотеки. В 1991 году экранизирована под названием «Обед нагишом» режиссёром Дэвидом Кроненбергом.
В ряде европейских стран и на территории США книга находилась под запретом из-за обильного использования обсценной лексики, откровенной гомосексуальной направленности и наличия сцен с описанием педофилии и детоубийств. Роман подвергся множеству атак со стороны литературных критиков и общественных организаций, что, однако, только укрепило популярность его автора и самого произведения. Свободному распространению романа в США предшествовало два громких судебных процесса, в ходе которых в защиту «Голого завтрака» выступили известные писатели и поэты, в том числе Норман Мейлер и Аллен Гинзберг. Итогом слушаний стало снятие с романа всех обвинений в «непристойности». Завершившееся в 1966 году судебное разбирательство стало одним из последних в истории США процессов, на котором рассматривалась возможность цензурного запрета на публикацию книги. Сейчас книга считается культовым литературным произведением XX века. «Голый завтрак» называется критиками одним из важнейших романов, открывающих философию бит-поколения.

#### В дороге
«В дороге» (иногда переводится как «На дороге», англ. On the Road) — роман Джека Керуака. Книга была написана в 1951 году, и в период времени, когда она неоднократно отвергалась издателями, роман активно дополнялся и изменялся автором вплоть до публикации в 1957 году издательством Viking Press. Книга посвящена путешествиям Джека Керуака и его близкого друга, Нила Кэссиди, по территории Соединённых Штатов Америки и Мексики. Права на экранизацию романа принадлежат Фрэнсису Форд Копполе, процесс киносъёмок был запущен в начале августа 2010 года. Премьера фильма прошла 23 мая 2012 года на Каннском кинофестивале. Экранизация получила неоднозначные отзывы кинокритиков.
Несмотря на негативную реакцию со стороны литературной критики, роман стал бестселлером и принёс Керуаку литературное признание, впоследствии утвердившись в качестве классики американской литературы. Роман включён в списки «100 лучших англоязычных романов с 1923 по 2005 год» по версии Time, «100 книг века» по версии Le Monde, «200 лучших книг» по версии BBC, «100 лучших романов» по версии Новейшей библиотеки и «100 величайших романов всех времён» по версии The Observer. По состоянию на 2001 год было продано более 3,5 миллионов экземпляров книги в США, ежегодные продажи романа варьируются от 110 до 130 тысяч единиц. В 1957 году из романа было вырезано несколько сцен, описывающих приём наркотиков и гомосексуальные отношения, — в полном варианте без цензуры книга была выпущена только в 2007 году в виде юбилейного издания — «On the Road: 50th Anniversary Edition». В 2011 году издательством Penguin Books была представлена обновлённая версия романа, адаптированная для интернет-планшета iPad, включившая карты путешествий, описанных в романе, и видеофрагменты, тематически связанные с произведением, а также ряд фотографий, видео Керуака, читающего отрывки из романа, дневниковые записи автора, сделанные им во время путешествия, слайд-шоу обложек книги (международные издания за последние годы) и критические отзывы на книгу.

#### Вопль
«Вопль» (иногда переводился как «Вой», англ. Howl) — поэма Аллена Гинзберга, одно из самых известных произведений бит-поколения. Публикация поэмы считается поворотным пунктом в истории современной литературы, днём рождения новой американской поэзии со свободной экспрессией, сексуальным либерализмом и иными ценностями, которые десятилетие спустя станут краеугольным камнем контркультуры США.
Кевин О'Салливан назвал появление «Вопля» революционным событием для американской поэзии; Пол Кэрролл обозначил «вехой поколения». Г. Снайдер говорил, что поэма — это «тяжеловесный список, но Гинзберг при чтении вслух как-то умудрялся приподнять его — так, что он парил над головами слушателей грациозно, как воздушный змей». «Его публикация в 1956 году произвела эффект разорвавшейся бомбы», — писал Я. Могутин в интервью, взятом у Гинзберга. Современные критики называют «Вопль» одной из самых влиятельных работ бит-поколения.
Фильм, основными темами которого стали чтения в Галерее Шесть и судебный процесс над «Воплем», был выпущен в США 21 января 2010 года. Режиссёрами картины выступили американцы Роб Эпштейн и Дж. Фридман. Роль молодого Гинзберга исполнил актёр Дж. Франко. Фильм вошёл в конкурсную программу 60-го Берлинского кинофестиваля и «открывал» кинофестиваль «Сандэнс». Картина получила по большей части положительные оценки. Картину и работу режиссёров похвалили критики New York Magazine, The New York Times и San Francisco Chronicle.

## Наиболее значимые персоны
Помимо Гинзберга, Берроуза и Керуака, однозначно определяемых в качестве «костяка» бит-поколения, данная группа никогда не имела чётко обозначенного списка участников. При этом существует в определённой мере устоявшийся ряд авторов, с именами которых ассоциируется бит-поколение.
- Лоуренс Ферлингетти (1919—2021) — бизнесмен, поэт и художник, автор книги «A Coney Island of the Mind» (1958), ставшей одним из бестселлеров века в жанре «поэзия»[155]. Ему же принадлежит идея выпуска произведений в доступной для читателя форме «карманного издания» — дешёвые издания в мягкой обложке сразу завоевали большую популярность в Сан-Франциско. Помимо издательской деятельности, Ферлингетти ведёт активную политическую жизнь и регулярно устраивает публичные чтения поэтов в городе[156].
- Грегори Корсо (1930—2001) — поэт и художник, одна из ключевых фигур бит-поколения[157][158]. Корсо называют личностью «менее политичной, чем Гинзберг, и менее харизматичной, чем Керуак, но более шокирующей, чем они оба взятые»[159]. Несмотря на тот факт, что известность коллег практически затмила популярность самого Корсо, его влияние на поэтические круги своего времени сейчас оценивается как достаточно высокое. В числе его почитателей, к примеру, находился известный музыкант Боб Дилан, отмечавший, что поэзия Корсо открыла ему глаза на новые возможности в срезе написания текстов песен[160].
- Гери Снайдер (род. 1930) — поэт, эссеист, активист движения энвайроменталистов. В 1975 году стал лауреатом Пулитцеровской премии в области поэзии за книгу «Turtle Island» (1974). Преподаватель Калифорнийского университета в Дэвисе, почётным профессором которого является[161]. Наибольшую популярность снискал как главный герой романа «Бродяги Дхармы» Керуака под псевдонимом Джефри Райдер. Помимо литературной деятельности, Снайдер известен в кругах защитников окружающей среды и экологов из-за пристального внимания к природе[162].

- Майкл Макклур (1932—2020) — поэт, писатель, сценарист, актёр, кинорежиссёр и автор песен. Близкий друг Джима Моррисона, один из наиболее плодотворных и постоянных авторов битнического круга[163]. В качестве журналиста публиковался в журналах Rolling Stone и Vanity Fair, сыграл небольшую роль в фильме Мартина Скорсезе «Последний вальс» (1978)[164]. Большая популярность пришла к Макклуру за специфику его живых выступлений. Является обладателем более чем пяти различных наград за своё творчество. Помимо поэзии, написал более двух десятков пьес и мюзиклов, выступал в качестве режиссёра нескольких документальных фильмов[165].

- Диана Ди Прима (1934—2020) — поэтесса, член коммуны «Диггеры»[англ.] Эммета Грогана[англ.], самая известная женщина-битник[166][167]. Основатель издательств «The Poets Press» и «Eidolon Editions», специализирующихся на экспериментальной и авангардной поэзии[168]. За авторством Ди Примы более сорока сборников поэзии, переведённых более чем на двадцать языков, несколько полученных за весомый вклад в литературу грантов. Помимо этого, Ди Прима преподаёт в группах по обучению писательскому мастерству и имеет учёную степень в области литературоведения[169].
- Питер Орловски (1933—2010) — сын белогвардейского эмигранта, поэт, активист антиядерного движения[англ.], антипрогибиционист[170]. Наиболее известен тем, что на протяжении более 30 лет был любовником Гинзберга[171][172]. Помимо этого, он являлся верным помощником и секретарём поэта, в тени которого всю жизнь и находился, так и не получив признания в качестве автора стихов. Его наиболее известная работа — сборник «Clean Asshole Poems & Smiling Vegetable Songs»[173].
- Филипп Уэйлен (1923—2002) — поэт, «яркий представитель эпохи воскрешения традиций американской визионерской поэзии». Дзэн-буддист в сане священника[174]. Является одной из ключевых фигур в поэзии послевоенной Северной Америки[175]. Его стиль разительно отличается от иных представителей «бит-поколения», хотя Уэйлена к нему и относят. Стилистика поэта сочетает в себе сильное влияние западных религий, идеи защитников окружающей среды, сексуальной вседозволенности и экспериментальной поэзии своего времени. Уэйлен оказал сильное влияние на Уэлча и Снайдера, с которыми тесно общался и с помощью которых и влился в ряды поэтов-битников[176].
- Лью Уэлч (1926—1971) — примечательный поэт, однако, не сыскавший особой славы по сравнению со своими друзьями[177]. Длительное время он показывал свои литературные наработки исключительно близким друзьям, потому признания как поэт добился сравнительно поздно. В 1960-м он привлёк внимание, будучи включённым в важную антологию современной поэзии. В середине 60-х непродолжительное время преподавал в Калифорнийском университете в Беркли, однако из-за проблем с алкоголем был вынужден оставить это занятие. Не справившись с депрессией, 23 мая 1971 года Уэлч оставил предсмертную записку и отправился в горы; его тело так и не было найдено[178].
- Филипп Ламантиа (1927—2005) — поэт и член Чикагской группы сюрреалистов[англ.], один из самых преданных поэтов-сюрреалистов второй половины XX века в США[179].

- Роберт Крили (1926—2005) — поэт, помимо битнического круга, относящийся к авангардной постмодернистской группе поэтов Black Mountain[англ.]. Автор более шестидесяти книг, с 2001 года — обладатель Lannan Literary Awards[англ.] за прижизненные достижения[180].
- Роберт Данкен — наравне с Уэйленом, одна из ключевых фигур в поэзии послевоенной Северной Америки[181]. Один из авторов Новой американской поэзии 1945-1960[англ.], входил в группу поэтов Black Mountain[182]. Обладатель Стипендии Гуггенхайма (1963) и Левинсоновской премии журнала «Поэзия[англ.]» (1964)[183].
- Лерой Джонс (1934—2014) — поэт, писатель и музыкальный критик, преподаватель в нескольких университетах США. В 1989 году получил награду American Book Awards. Входит в «сотню величайших афроамериканцев»[англ.] Молефи Асанте[англ.][184]. Являлся редактором нескольких журналов, основал издательство «Totem Press», выпустившее множество книг писателей-битников. Также написал несколько пьес для Бродвея, за одну из которых получил престижную награду. Лерой, помимо прочего, является составителем и редактором множества вышедших антологий американских поэтов[185].
- Боб Кауфман (1925—1986) — поэт, чьё творчество вдохновлялось джазом, также известен как «Чёрный американский Рембо» и «Человек-бибоп»[186]. Как и многие другие представители битничества, был буддистом. Писал множество статей для журнала «Beatitude». За специфический стиль Кауфмана определяют как «инновационного поэта»[187].

Отдельного упоминания также заслуживает причисление Уильяма Берроуза к разбитому поколению. Многими современными литературоведами отмечалась странность этого определения; к примеру, журналист «Частного Корреспондента» М. Побирский писал: «Если посмотреть фото- и киноматериалы о Берроузе, тут уж вообще несоответствие на несоответствии. Как же так? Вот этот долговязый англосакс в летах, одетый в карикатурную рудиментарную тройку конторщика образца времён освоения Дикого Запада, неужели он был культовой фигурой поколения битников? Большим другом и идейным соратником Аллена Гинзберга и Джека Керуака? Чушь! Хиппи и битники совсем не такие: у них длинные волосы, томные лица, цветастые одежды, и при чём здесь это пугало, похожее на англиканца-проповедника?» Примечательно, что и сам Берроуз себя к битникам не относил. В книге «Интервью с Уильямом Берроузом» писатель говорил следующее: 

«С битниками я себя никоим образом не ассоциирую, как не ассоциирую с их творчеством свои идеи и стиль. У меня среди битников есть близкие друзья: Джек Керуак, Аллен Гинзберг и Грегори Корсо. Мы дружим много лет, но не сходимся ни в мировоззрении, ни в литературной деятельности.»— Уильям Берроуз, выдержка из интервью с Д. Одье
Некоторых известных авторов времени, когда бит-поколение находилось на пике популярности, ошибочно к нему приписывают. Наиболее распространённая ошибка является в отнесении к ним Чарльза Буковски. Несмотря на то, что даже некоторые современники поэта рассматривали его в качестве представителя бит-поколения, поздние исследователи данной группы поэтов отмечают, что Буковски, в сущности, никогда к ним не принадлежал. Сам Буковски придерживался аналогичного мнения — в ходе интервью в 1978 году он говорил: «Я одиночка, я занимаюсь своим. Бесполезно. Всё время спрашивают меня про Керуака, и неужели я не знаком с Нилом Кэссади, не был ли я с Гинзбергом и так далее. И я вынужден признаваться: нет, всех битников я пробухал; я тогда не писал ничего».
В противовес Буковски, других авторов иногда называют «второй волной» битничества, или «вторым поколением» битников. Несмотря на то, что ни один из данных терминов не имеет точной трактовки и не вошёл в обиход, видные исследователи разбитого поколения периодически его употребляют. Так, Энн Чартерс называла, к примеру, творчество прозаика Уильяма Берроуза-младшего относящимся ко «второму поколению» писателей-битников. К «поздним» битникам также, к примеру, Лавлор относит работы поэта и музыканта Дэвида Мельтцера.

## Битники как социальная группа
Незамедлительно после чтений в «Галерее Шесть» бит-движение привлекло к себе широкое общественное внимание — сравнительно быстро начала формироваться и соответствующая субкультура. В связи со специфическим и легко узнаваемым стилем одежды, который был выработан в соответствии с данью уважения, которую отдавали «разбитые» авторы афроамериканской культуре, вскоре стало весьма модным «выглядеть как битник». Либеральный стиль жизни, который пропагандировали своей поэзией члены бит-поколения, пришёлся по душе многим молодым американцам, которые стали активно популяризировать его. Не только сами представители бит-поколения и их последователи планомерно пропагандировали свой образ жизни и стиль — с ростом популярности бит-движения и упрочения его позиций в литературной и богемной среде Сан-Франциско к данному процессу подключились кинорежиссёры, звукозаписывающие компании и даже самые обычные люди. С течением времени даже само понимание термина «битник» радикально изменилось.
Ряд критиков отмечает, что непосредственно в понимании сформировавшего термин Каэна он служил для обозначения бородатых, носящих сандалии молодых людей — шатающихся по кофейням, тунеядцев и любителей джаза. Термин «битник» не нёс положительной окраски и был словом уничижительным, насмешкой — так называли неосведомлённых конформистов, тех, чей напыщенный бунт был ширмой для «модной антиамериканской глупости».
С другой стороны, по мнению авторов книги «American icons» (1997), первоначально термин «битник» конкретного значения не имел и использовался для обозначения любых людей, каким бы то ни было образом связанных с разношёрстной нью-йоркской артистической средой. Спустя годы термин претерпел значительные изменения и к концу 1950-х годов стал подразумевать целый культурный пласт — молодых людей, демонстрировавших слабый интерес к жизни «американской мечтой» — с новым домом, машиной и работой в какой-нибудь крупной корпорации. Факт эволюции термина также подтверждает Чарльз Уилс (англ. Charles Wills), в книге «Америка в 1950-е» (англ. America in the 1950s) давший уже новое, отличное от вышеуказанного определение «битника» — он отмечал, что, претерпев видоизменение от «асоциальности» до «чудачества», образ жизни типичного представителя бит-поколения соответственно изменил и само отношение к последнему — к концу 50-х, по утверждению Уилса, под словом «битник» стали понимать молодого человека в чёрном свитере с высоким воротником и с беретом на голове, околачивающегося в районе потрёпанных кафешек и играющего на бонго́.
В статье «История бит-движения» (англ. History of the Beat movement) Кристал Хильнер (англ. Christal Hillner) отмечал интересный факт: стиль битников был заимствован и вдохновлён манерой одежды известного джазового музыканта Диззи Гиллеспи, также одевавшегося в чёрные штаны, свитера с горлом и носившего непроницаемые очки. Битники сформировали уникальный образ, позволявший им чётко идентифицироваться среди прочих субкультурных групп своего времени. Пол Горман (англ. Paul Gorman) утверждает, что внешний вид битников во многом ассоциировался со студентами Академий художеств, которые зачастую были фанатами джаз-музыки, находившейся на пике популярности в поздние 1950-е годы. Генри Дриббл (англ. Henry Dribble) же отмечает, что битники-мужчины выглядели как молодые английские учителя, а образ женщин отдавал лёгкой готикой. Одними из основных атрибутов битника считались чёрный свитер (обязательно с высоким горлом на манер «водолазки») и берет, допускались также белые майки без рисунка. Не редкостью было ношение двойных барабанов бонго́ — в качестве символа культуры чернокожего населения. Зачастую битник носил тёмные непроницаемые очки. Помимо чёрного цвета, для обоих полов характерной была одежда в полоску и сутаны с капюшоном. Для мужчин одним из атрибутов также была «козлиная бородка». Самой распространённой обувью были обычные кожаные сапоги.
Достаточно быстро запустился и процесс коммерциализации термина. Те, кто причислял себя к битникам, торговали свитерами, тёмными очками, беретами и бонго́, продавая образ жизни, казавшийся опасным и весёлым, и городские парочки начинали устраивать «вечеринки в стиле битников» по субботам. К процессу дальше подключились и крупные компании — так, к примеру, звукозаписывающие компании из Нью-Йорка практически сразу стали использовать идеи бит-поколения, чтобы продавать свои виниловые пластинки.

## Влияние на западную культуру
Оставившие достаточно заметный след в истории мировой литературы, представители бит-поколения оказали существенное влияние на западную культуру — литературу, музыку, политику, философию. В 1982 году Аллен Гинзберг просуммировал основные области влияния «разбитых»:
- Сексуальный либерализм, особенно в контексте движения за права сексуальных меньшинств. Множество битников были открытыми гомосексуалами, в том числе все три главных представителя (Берроуз, Гинзберг и Керуак) течения имели однополые связи. Их творчество наперекор эпохе репрессий маккартизма сделало гомосексуальность более видимой и слышимой, что в определённой степени повлияло на более толерантное отношение общества к геям. Контркультурное движение битников (а также хиппи) оказало значительное влияние на развитие гомосексуального сообщества, которое заимствовало у них культ молодости, эйджизм, гедонизм, экспериментирование в сексе и с наркотиками[214][215];
- Демократизация в срезе цензуры (данное утверждение весьма спорно, поскольку традиционно роль «освободителя» печатного слова от ига цензуры отводится лицам, не имевшим ничего общего с бит-поколением, — см. «тест Миллера»);
- Демистификация и/или декриминализация каннабиса и других наркотических средств (опять же, достаточно голословное утверждение, ведь основной вклад в наркокультуру сделали не битники, а их ближайшие «коллеги» — весёлые проказники, а вслед за ними — хиппи[80][81]);
- Эволюция ритм-н-блюза в рок-н-ролл при содействии Боба Дилана и The Beatles, которые, в свою очередь, испытали сильное влияние творчества бит-поколения на себе (здесь поэт в определённой степени прав — Дилан действительно отмечал некоторых бит-поэтов в качестве «революционных» для его собственного видения текста и ритма, а на Леннона и вправду оказали достаточное влияние бит-авторы 50-х, однако в общем и целом утверждение Гинзберга звучит весьма самонадеянно[160][216]).

Характеризуемое спонтанностью, нежеланием что-то править и корректировать, несущее дух анархизма и джаз-музыки, творчество битников оказало существенное влияние, в первую очередь, на литературу США. Так, творчество «разбитых» имело существенное значение для таких известных авторов, как Томас Пинчон, Кен Кизи и Том Роббинс, Джефф Нун; романистика Берроуза оказала решающее влияние на развитие жанра «киберпанк». Самому писателю некоторые критики даже отводят роль «крёстного отца» жанра. Творчество Лероя Джонса имело сильное воздействие на «BAM». Творчество битников сыграло важную роль в развитии движения «слэм-поэзии», «пост-битнической поэзии» и нью-йоркской школы.
В общем и целом влияние бит-поколения в политической жизни выражается в преемственности многих ценностей и радикального статуса «бунтарей» следующей, после «разбитых», группой — хиппи. В частности, именно от битников пришло отрицание материальных ценностей, неприятие карьеры и статуса в качестве высшего блага, интерес к расширению самосознания через эксперименты с наркотиками, интерес к восточным религиям, пацифистски-анархические политические взгляды (Гинзберг, Ферлингетти), забота об экологии (Макклур, Снайдер), трибалистические идеи (Снайдер). Именно те, кто в поздних 1950-х называл себя «битниками», пропагандировали сексуальный и духовный либерализм, восславляли доброжелательность, риск, поощряли индивидуальность, противопоставляли себя материализму, цензуре и власти масс-медиа — то же, что будут делать те, кто назовёт себя «хиппи» в 1970-х.
Г. Стефенсон пишет, что наиболее явно влияние бит-поколения выразилось в авторах так называемого «второго поколения разбитых» — к последним причисляя К. Кизи, Э. Сандерса, Т. Берригана, Э. Грогана, Р. Бротигана и Р. Фарину. Творчество вышеупомянутых, считает Стефенсон, послужило катализатором для «второй фазы» влияния оригинальных членов бит-поколения — влияния на контркультуру шестидесятых и ранних семидесятых. Роль битников в формировании культуры США в шестидесятые подтверждает и Т. Ньюхаус, среди прочего выделяя их оппозиционные взгляды, либерализацию отношения к сексу и религии, непринятие материальных ценностей, цензуры и масс-медиа. Социальные и культурные ценности «разбитых», пишет Ньюхаус, оказали огромное влияние на подрастающее поколение американцев. Э. Вольдман, в свою очередь, вопрос влияния «разбитых» рассматривает гораздо шире, отмечая его роль в современной литературной традиции, киноиндустрии, художественном творчестве и многих других сферах масс-медиа. «Альтернативный образ жизни» битников нашёл своё отражение даже в музыкальных предпочтениях молодёжи 1960-х, считает Л. Д. Саголла, — стиль одежды, выработанный разбитыми вкупе с их мятежным духом, в значительной мере повлиял на популярность рок-н-ролла, даже несмотря на тот факт, что сами битники испытали на себе влияние иного музыкального направления, а именно джаза.
Определённое влияние на музыку оказало творчество Уильяма Берроуза и, в частности, его «метод нарезок»; последними активно пользовались участники английской музыкальной индастриал-группы Throbbing Gristle, метод сильно повлиял на творчество американского композитора Эрла Брауна, австралийского музыканта Яна Хартли (англ. Ian Hartley) и экспериментального музыканта Дженезиса Пи-Орриджа. По данной технике писал тексты для альбома Radiohead «Kid A» Том Йорк — он клал написанные на бумаге отдельные строки в шляпу, доставая их в случайном порядке и составляя таким образом текст. Техника повлияла на появление важного для электроники, техно и индастриала понятия семплирования.

## Бит-поколение в кинематографе
Разбитому поколению посвящено множество кинофильмов, появление первых из них по времени совпадает с расцветом движения в Сан-Франциско. Одной из первых картин, популяризировавших тему битников, стала «Забавная мордашка» (1957) режиссёра Стэнли Донена с Одри Хепбёрн в главной роли. Фильм повествует о редакторе женского журнала и фотографе, которые находятся в поиске нового эталона женской красоты для съёмок на обложку издания. Двумя годами позже режиссёром Чарльзом Хаасом был снят кинофильм «Бит-поколение», рассказывающий историю «разбитых».
«Погадай на ромашке» — короткометражный фильм 1959 года режиссёров Роберта Франка и Альфреда Лесли, поставленный по одноактной пьесе Джека Керуака. Основанная на реальных событиях, картина рассказывает историю обычного служащего железной дороги (прототип этого персонажа — Нил Кэссиди), жена которого приглашает на ужин влиятельного епископа, однако богемные приятели семейной пары портят событие в весьма комической манере. В образе самих себя на экране появились три поэта-битника — Аллен Гинзберг, Грегори Корсо и Питер Орловски, представленные как «еврейский поэт», «итальянский поэт» и «русский поэт» соответственно, а сам фильм был призван показать нравы и философию зарождающегося литературного сообщества. В этом же году вышла картина «Тени» (англ. Shadows, США, 1959) Джона Кассаветиса. Данная работа, посвящённая становлению бит-поколения в Нью-Йорке, по мнению современных кинокритиков, расценивается не иначе как «первый по-настоящему „разбитый“ фильм».
Годом позже следующая работа Керуака, «Подземные», аналогично была экранизирована. Оригинальный сюжет, впрочем, был сильно изменён — так, вместо афроамериканки Марду Фокс была введена молодая француженка, чтобы больше соответствовать голливудским стандартам. Несмотря на то, что картина была высмеяна и раскритикована Гинзбергом, само её существование показывало попытки киноиндустрии нажиться на растущей популярности бит-поколения.
Тогда же вышли важные для бит-поколения картины, к примеру, «Цветочный вор» экспериментального кинорежиссёра Рона Райса, о поэтах (таких как Боб Кауфман), живущих в сан-францисском районе Норт-Бич, и «Blonde Cobra» (1959—63) Джека Смита. В это же время тематика бит-поколения начала становиться актуальной и в Европе, где пионером данного направления можно назвать Энтони Белча. Под влиянием художественных экспериментов Гайсина и литературных Берроуза, Белч создал ряд короткометражных фильмов по творчеству последнего.
«Сердцебиение» (1980) — фильм Джона Байрума, центром которого стала биография жены Нила Кэссиди, Кэролин. Фильм в основном повествует о сложном любовном треугольнике, который сформировался между Кэролин, её мужем и Керуаком в ходе автомобильных путешествий двух друзей, подробно описанных в книге «В дороге». Четыре года спустя вышла документальная картина «Перед Стоунвольскими бунтами» (1984) по сценарию Риты Мэй Браун, посвящённая ЛГБТ-сообществу до Стоунволлских бунтов 1969-го года. Помимо прочего, данный фильм повествует о развитии и зарождении богемного андеграунда в Нью-Йорке и Сан-Франциско — то есть зарождении бит-поколения.
Фильмы, тем или иным образом связанные с историей бит-поколения, продолжают выходить и по сей день. Так, в 2010 году американцы Роб Эпштейн и Дж. Фридман сняли картину «Вопль», посвящённую судебному процессу над одноимённой поэмой Гинзберга. Роль молодого поэта исполнил актёр Д. Франко. Фильм вошёл в конкурсную программу 60-го Берлинского кинофестиваля и «открывал» кинофестиваль «Сандэнс». Начиная с середины 1950-х годов, всего о «поколении разбитых» было снято более трёх десятков картин, художественных и документальных.

## Крупнейшие исследователи бит-поколения
С момента, когда «разбитые» практически исчезли, растворившись в разрастающемся движении хиппи, было выпущено большое количество книг, посвящённых как отдельным представителям битничества, так и становлению самого поколения. Наиболее влиятельные в литературоведческой среде работы вышли, по большей части, из-под пера трёх основных авторов.
- Энн Вольдман[англ.] (род. 1945) — поэтесса, политический активист и исследователь творчества битников. К поэтическому движению присоединилась на заре битничества, в 1960-е годы; изучала буддизм вместе с Алленом Гинзбергом, в 1974 году принимала участие в создании «Школы расчленённой поэзии имени Керуака»[англ.]. В это же время Вольдман ведёт активную политическую жизнь; несмотря на то, что работы поэтессы никогда не относились непосредственно к «разбитому поколению», в кругу её знакомств были основные персонажи последнего. Вольдман достаточно рано начала интересоваться битниками и собрала внушительный архив писем, ранних записей, фотографий, воспоминаний и интервью с поэтами данного круга, в дополнение к этому с большинством из них она была знакома лично[254]. За авторством Энн Вольдман более сорока книг, значительная часть из которых носит литературоведческий характер. Так, из-под её пера вышли «Talking Poetics: Annals of the Jack Kerouac School of Disembodied Poetics» (1978), «The Portable Beat Reader» (1992), «Women of the Beat Generation» (1996), «The Beat Book» (1996), «Breaking the Cool: Interviewing and Reading Beat Women Writers» (2004, редактор) и некоторые другие[255].
- Энн Чартерс[англ.] (род. 1936) — профессор английской литературы в Университете Коннектикута. С битниками познакомилась на заре поколения, в середине 1950-х годов, на знаменитых чтениях в «Галерее Шесть». С того момента Чартерс начала коллекционировать книги авторов бит-поколения и познакомилась со многими из них лично. Докторскую степень получила в Колумбийском университете, написав биографию Джека Керуака. В дальнейшем Чартерс выступала редактором многих поэтических сборников «разбитых поэтов», а также сама написала немалое количество книг, им посвящённых[256]. Так, за её авторством «The Beats, literary bohemians in postwar America» (1983), «Beats & company» (1986) «The Portable Beat Reader» (1992, в соавторстве с Вольдман), «Beat down to your soul» (2001) «The portable sixties reader» (2003) и многие другие[257].
- Билл Морган[англ.] — писатель, художник и редактор, наиболее широко известный в качестве архивариуса для множества авторов бит-поколения — Гинзберга, Ферлингетти и ряда других. Интерес к «разбитым» у Моргана появился сравнительно поздно — только в 1970-е годы, когда, будучи студентом, для мастерской степени он написал полную библиографию Ферлингетти. Через знакомство с последним он был представлен Гинзбергу, который доверил молодому человеку работу в своём архиве (сейчас располагается в библиотеке Батлера[англ.] при Колумбийском университете и является крупнейшим собранием документальных материалов по бит-поколению)[258]. За авторством Моргана множество исследовательских работ, сборников писем и библиографий «разбитых» авторов. Среди них «The beat generation in New York» (1997), «The beat generation in San Francisco» (2003), «The typewriter is holy: the complete, uncensored history of the Beat generation» (2010) и многие другие[259].